# John Reed Fitness
John Reed Fitness è marchio di palestre detenuto da RSG Group e presente in Europa e America.

## Storia
Il primo John Reed Fitness Music Club è stato aperto a Bonn nel 2016. Rainer Schaller, fondatore anche della catena di palestre McFit, con John Reed voleva portare sul mercato un concetto di palestra che desse importanza al design degli interni e alla musica durante l'allenamento. Questo approccio è completamente diverso rispetto a quello nei confronti della sua catena McFit e in generale dalle classiche catene di centri fitness, che attraggono target group più ampi. Il secondo John Reed Fitness Music Club fu aperto nel luglio dello stesso anno a Salisburgo, in Austria. Nel 2017, nel quartiere Prenzlauer Berg di Berlino è stato aperto un John Reed Club solo per donne. Da allora in poi è seguita una rapida espansione in tutta Europa: nel 2017 sono stati aperti club in Repubblica Ceca e Ungheria,, nel 2019 è stato il turno della Svizzera.
 Nel 2020, John Reed ha aperto in Turchia, nel 2021 nei Paesi Bassi e nel Regno Unito. Nel 2022, John Reed Fitness Music Club collabora con il campione del mondo di calcio Sergio Ramos e apre un club congiunto nella capitale spagnola Madrid sotto il nome SERGIO RAMOS di John Reed. Dopo la morte del fondatore, Rainer Schaller, la collaborazione con Sergio Ramos si è sciolta nel 2023. Il club continua ad esistere, ma ora sotto il nome McFit Gold.
L'espansione globale nel mercato statunitense è avvenuta con l'apertura di un club nel 2022 a Dallas e nel 2023 a Los Angeles. Oggi (a ottobre 2023), la catena ha 48 sedi in 12 Paesi.

## Concept

### Progetto

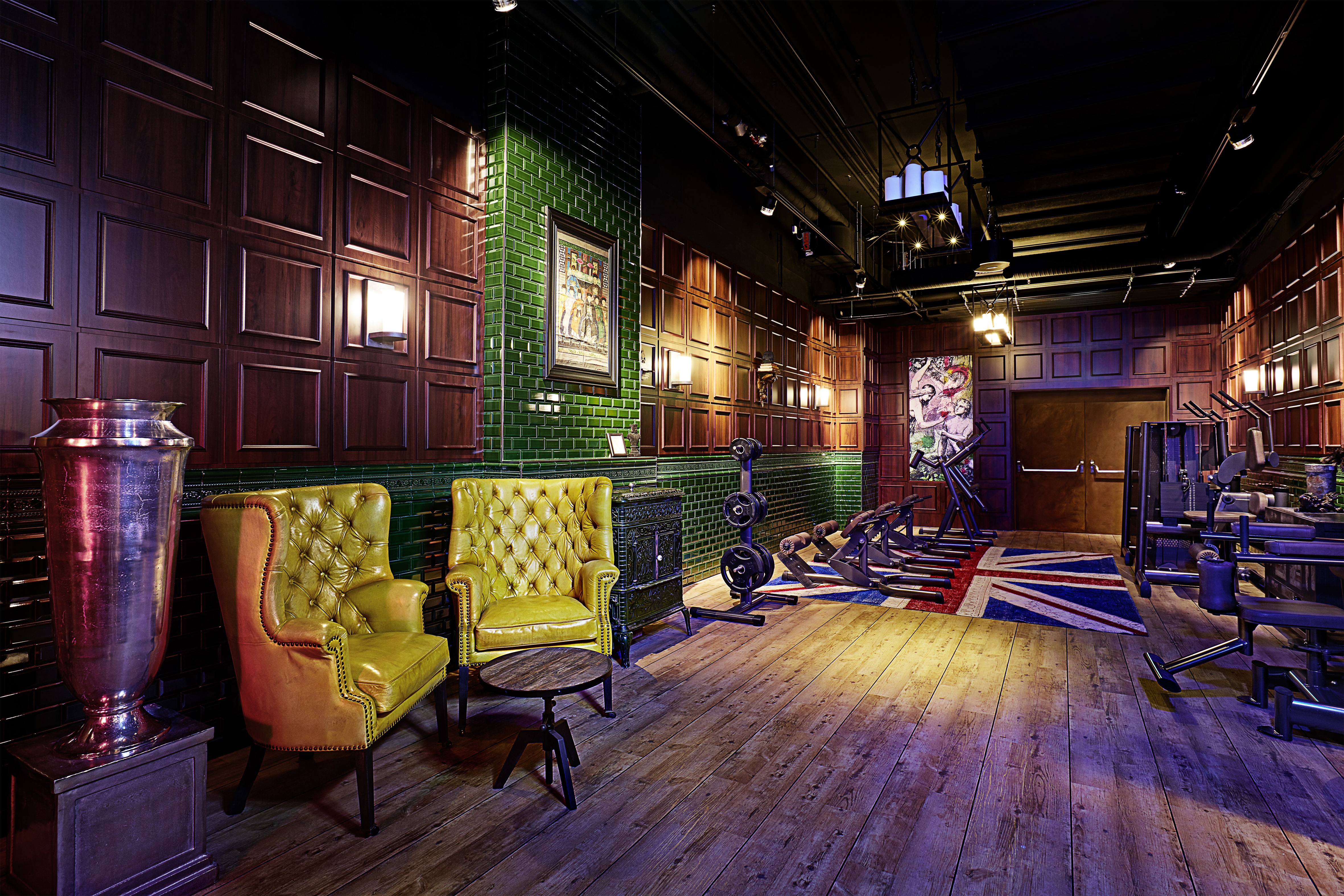
John Reed Fitness Studio a Berlino.

Le strutture dei John Reed Fitness Music Club sono visivamente molto diverse dalle palestre tradizionali. Ogni fitness club ha il proprio design e concetto artistico. I club sono caratterizzati da dipinti di grandi dimensioni alle pareti, come graffiti, calligraffiti o pittura con stencil. Alcuni club hanno anche piccole gallerie d'arte integrate. L'esposizione di opere d'arte sostiene principalmente artisti locali e nazionali. In molti atelier si possono trovare, ad esempio, opere di Ron Miller o El Bocho. Le opere d'arte sono abbinate a particolari elementi decorativi, sculture e diversi stili di arredamento.

### Fitness e musica

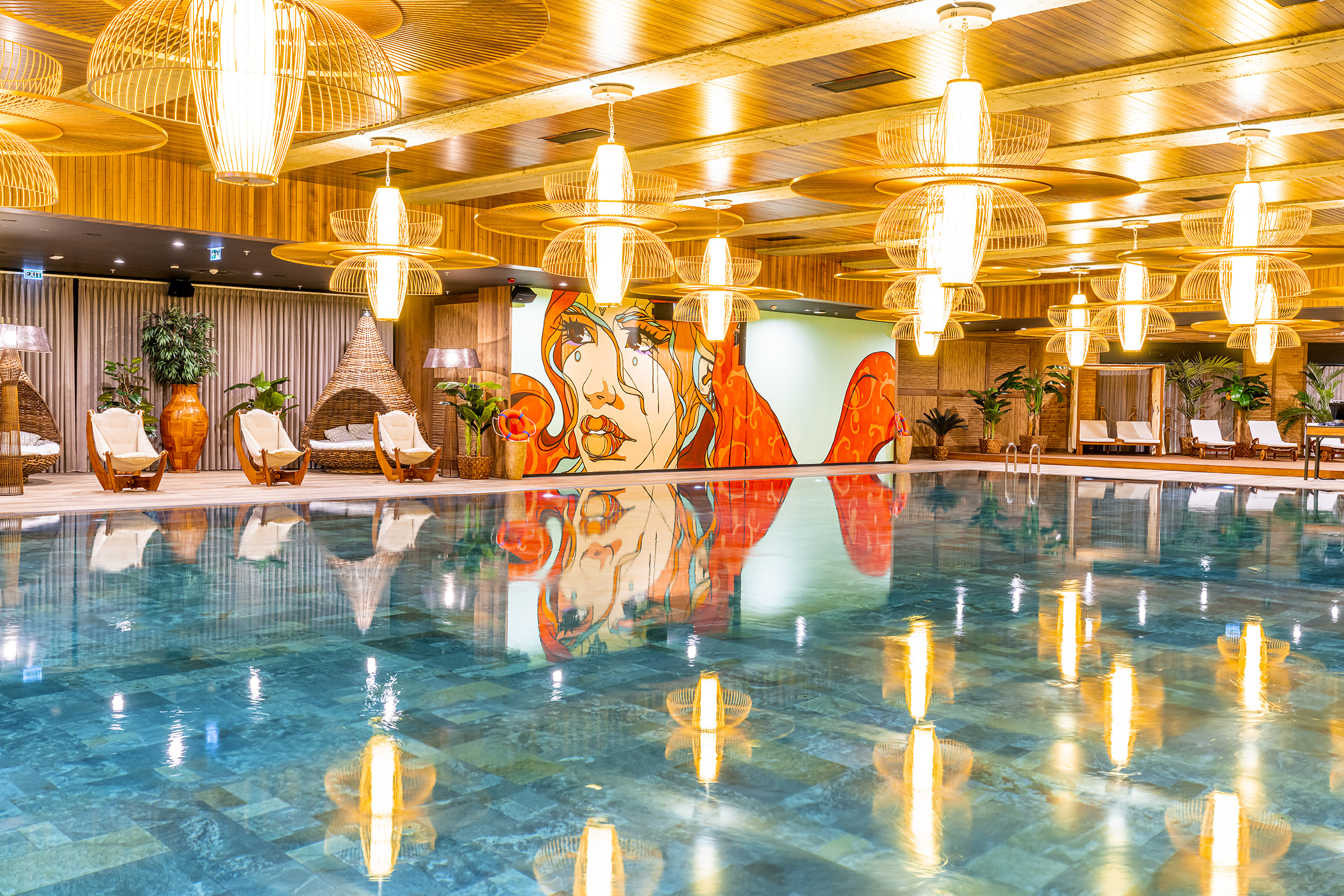
Area piscina del John Reed Studio a Istanbul.

I fitness club dispongono di varie aree di allenamento con pesi liberi, macchinari, aree cardio e funzionali. Viene offerta anche un'ampia scelta di corsi di gruppo come Pilates, Yoga o di rafforzamento e resistenza. Ogni club è dotato di una propria console, dove DJ internazionali suonano regolarmente musica dal vivo. Il tutto mentre la gente si allena e facorsi di gruppo. Inoltre, John Reed ha la propria radio con quattro diverse frequenze, che possono essere ascoltate in palestra o in viaggio tramite un'app. È l'azienda stessa che si occupa della scaletta musicale. A seconda delle dimensioni e della situazione, circa un terzo dei club dispone di aree benessere con sauna, piscina, idromassaggio e sala relax.

### Luoghi speciali

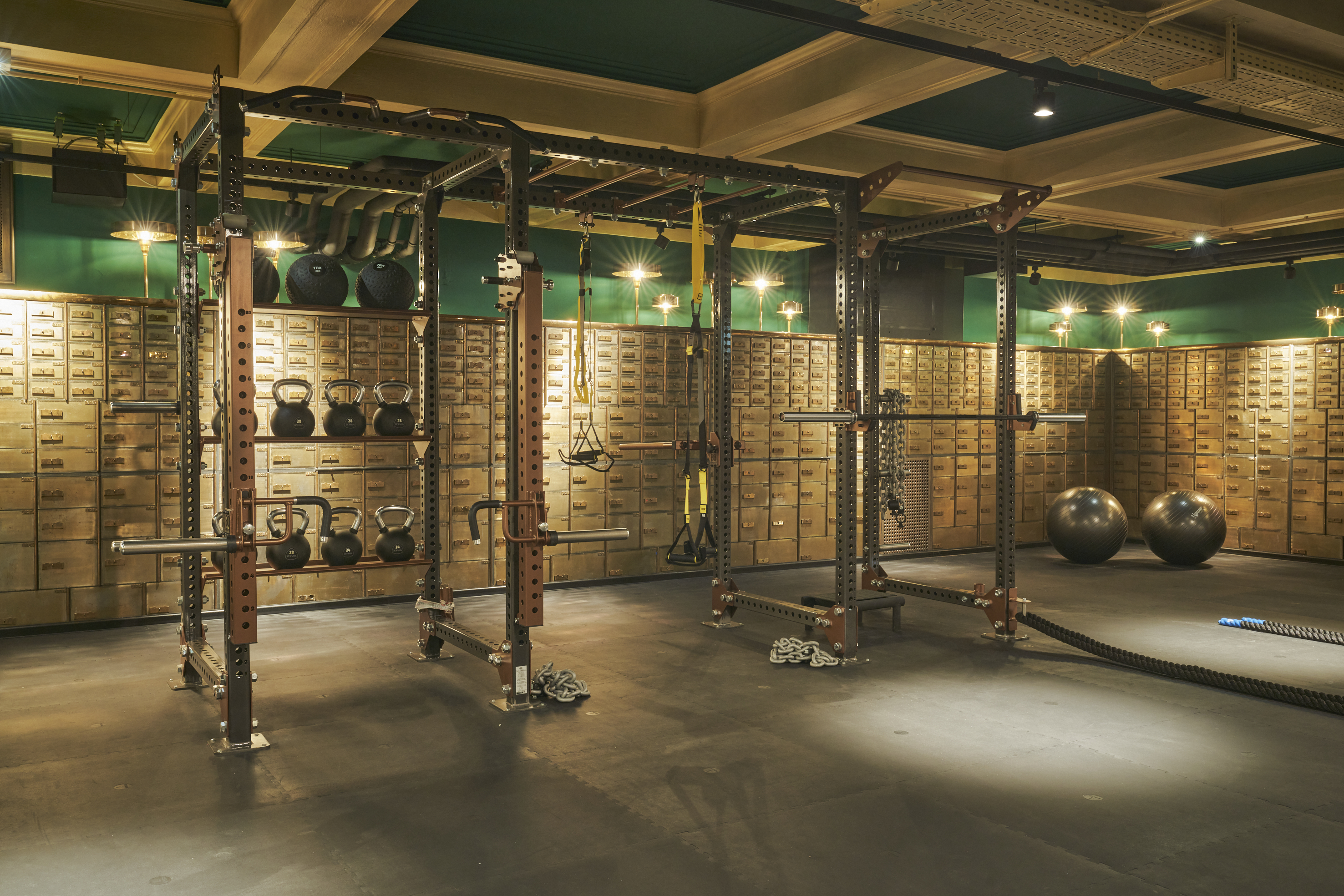
John Reed Studio utilizza parti della stanza di deposito di sicurezza a Vienna.

Alcune sedi dei club si trovano in edifici storicamente rilevanti. A Salisburgo, in Austria, un ex cinema è stato riconvertito per conservare molte delle vecchie caratteristiche. L'allenamento cardio, ad esempio, si svolge davanti al grande schermo cinematografico.
A Vienna-Schottentor, il John Reed Fitness Music Club si trova su un’area di 5.000 m² in un edificio storico, ex sede bancaria. Qui sono rimasti i muri spessi un metro e le porte blindate, così come l’antica volta in cui ora sono alloggiate le panche pesi.
Ad Hannover, il John Reed Fitness Music Club ha trasformato una ex stazione merci in una sala fitness. Molti elementi sono stati lasciati in stile industriale o disegnati in stile shabby chic per mantenere l'atmosfera della stazione.
Il più grande club tedesco è stato inaugurato a Berlino nel settembre 2023 nelle cantine a volta dell'ex birrificio Bötzow. Anche in questo caso le caratteristiche architettoniche originarie sono state integrate nel progetto. Sotto soffitti a volta alti sette metri si trovano ora aree relax, poste nelle vecchie vasche di raffreddamento del birrificio.

### Inoltre
Alcuni club John Reed Fitness offrono un servizio di babysitting gratuito dai sei mesi ai sei anni.